# Клаффо
Клаффо (Claffo) — 6-й король лангобардов (конец V века), сын и наследник короля Годехока, представитель династии Летингов.
О короле Клаффо известно из трактата «Происхождение народа лангобардов» и из труда «История лангобардов» Павла Диакона. Однако в этих исторических источниках о правлении этого монарха не сообщается никаких подробностей. Известно только о том, что в то время лангобарды проживали на территории бывшей римской провинции Норик, и что Клаффо наследовал его сын король Тато.